# Dyret (film)
Dyret er en dansk animationsfilm fra 2011 instrueret af Malene Choi Jensen efter eget manuskript.

## Handling
Yin Yin er en sort kat. Hans mor bliver ved en ulykke dræbt da hun og Yin Yin flygter fra en kollapsende storby. Yin Yin er nu helt alene og begiver sig ud på en rejse i en ukendt og farefuld verden. Han finder en forladt landsby, men hvad der virker som et trygt sted at hvile sig viser sig at være alt andet end fredeligt, da mørket falder på...